# Nikola Manev
Nikola Manev (Никола Манев; Pazardžik, 28 agosto 1940 – Parigi, 25 agosto 2018) è stato un pittore bulgaro.

## Biografia
Fino al 1962 lavora a Parigi per poi diplomarsi all'Accademia delle Belle Arti.
Ha realizzato più di 80 esibizioni personali in tutto il mondo ed ha partecipato a numerose esibizioni in gruppo e biennali. Più di 2000 dei suoi lavori sono in collezioni private o nazionali e nei musei di più di 30 stati.
Nei suoi lavori segue molti temi, tra i quali uno è ricorrente: la visione romantica dei tetti e dei camini parigini.
A un certo punto della sua carriera, avendo viaggiato estensivamente in Tunisia e Algeria, scopre il deserto, che diviene anch'esso motivo ricorrente nei suoi lavori.